# Parelaphidion aspersum
Parelaphidion aspersum là một loài bọ cánh cứng trong họ Cerambycidae.